# Temporada 2017 del Campeonato Mundial de Superbikes
La Temporada 2017 del Campeonato Mundial de Superbikes es la 30ª temporada del Campeonato del Mundo de Superbikes. Comenzó el 25 de febrero en Phillip Island y terminará el 5 de noviembre en el Losail International Circuit después de 13 rondas y 26 carreras.
La temporada estuvo marcada por la muerte del piloto de Honda y excampeón del mundo de MotoGP Nicky Hayden, que sucumbió a las lesiones, producidas en un accidente de ciclismo en Rimini, Italia, el 22 de mayo de 2017.

## Pilotos y equipos
| Parrilla 2017                        | Parrilla 2017 | Parrilla 2017     | Parrilla 2017 | Parrilla 2017        | Parrilla 2017 |
| Equipo                               | Constructor   | Moto              | No.           | Piloto               | Rondas        |
| ------------------------------------ | ------------- | ----------------- | ------------- | -------------------- | ------------- |
| Kawasaki Racing Team                 | Kawasaki      | Kawasaki ZX-10RR  | 1             | Jonathan Rea         | Todas         |
| Kawasaki Racing Team                 | Kawasaki      | Kawasaki ZX-10RR  | 66            | Tom Sykes            | Todas         |
| MV Agusta Reparto Corse              | MV Agusta     | MV Agusta 1000 F4 | 2             | Leon Camier          | Todas         |
| Milwaukee Aprilia                    | Aprilia       | Aprilia RSV4 RF   | 3             | Julián Simón         | 3             |
| Milwaukee Aprilia                    | Aprilia       | Aprilia RSV4 RF   | 32            | Lorenzo Savadori     | 1–2, 4–13     |
| Milwaukee Aprilia                    | Aprilia       | Aprilia RSV4 RF   | 50            | Eugene Laverty       | Todas         |
| Kawasaki Puccetti Racing             | Kawasaki      | Kawasaki ZX-10RR  | 05            | Sylvain Guintoli     | 12–13         |
| Kawasaki Puccetti Racing             | Kawasaki      | Kawasaki ZX-10RR  | 13            | Anthony West         | 10–11         |
| Kawasaki Puccetti Racing             | Kawasaki      | Kawasaki ZX-10RR  | 88            | Randy Krummenacher   | 1–9           |
| Kawasaki Puccetti Racing             | Kawasaki      | Kawasaki ZX-10RR  | 91            | Leon Haslam          | 6             |
| Red Bull Honda World Superbike Team  | Honda         | Honda CBR1000RR   | 6             | Stefan Bradl         | 1–10          |
| Red Bull Honda World Superbike Team  | Honda         | Honda CBR1000RR   | 34            | Davide Giugliano     | 9, 11–13      |
| Red Bull Honda World Superbike Team  | Honda         | Honda CBR1000RR   | 45            | Jacob Gagne          | 8, 11, 13     |
| Red Bull Honda World Superbike Team  | Honda         | Honda CBR1000RR   | 69            | Nicky Hayden         | 1–5           |
| Red Bull Honda World Superbike Team  | Honda         | Honda CBR1000RR   | 72            | Takumi Takahashi     | 10, 12        |
| Aruba.it Racing – Ducati             | Ducati        | Ducati Panigale R | 7             | Chaz Davies          | Todas         |
| Aruba.it Racing – Ducati             | Ducati        | Ducati Panigale R | 33            | Marco Melandri       | Todas         |
| Pedercini Racing SC-Project          | Kawasaki      | Kawasaki ZX-10RR  | 11            | Jérémy Guarnoni      | 13            |
| Pedercini Racing SC-Project          | Kawasaki      | Kawasaki ZX-10RR  | 15            | Alex de Angelis      | 1–8           |
| Pedercini Racing SC-Project          | Kawasaki      | Kawasaki ZX-10RR  | 84            | Riccardo Russo       | 9–12          |
| Barni Racing Team                    | Ducati        | Ducati Panigale R | 12            | Javier Forés         | Todas         |
| Pazera Racing                        | Yamaha        | Yamaha YZF-R1     | 19            | Paweł Szkopek        | 9             |
| Althea BMW Racing Team               | BMW           | BMW S1000RR       | 21            | Markus Reiterberger  | 1–3           |
| Althea BMW Racing Team               | BMW           | BMW S1000RR       | 35            | Raffaele De Rosa     | 4–13          |
| Althea BMW Racing Team               | BMW           | BMW S1000RR       | 81            | Jordi Torres         | Todas         |
| Van Zon Remeha BMW                   | BMW           | BMW S1000RR       | 21            | Markus Reiterberger  | 9             |
| Pata Yamaha Official WorldSBK Team   | Yamaha        | Yamaha YZF-R1     | 22            | Alex Lowes           | Todas         |
| Pata Yamaha Official WorldSBK Team   | Yamaha        | Yamaha YZF-R1     | 60            | Michael van der Mark | Todas         |
| ERMotorsport-EliteRoads.com.au       | Yamaha        | Yamaha YZF-R1     | 25            | Josh Brookes         | 1             |
| Royal Air Force Reg. & Res. Kawasaki | Kawasaki      | Kawasaki ZX-10RR  | 27            | Jake Dixon           | 6             |
| IodaRacing                           | Aprilia       | Aprilia RSV4 RF   | 36            | Leandro Mercado      | 3–12          |
| Grillini Racing Team                 | Kawasaki      | Kawasaki ZX-10RR  | 37            | Ondřej Ježek         | Todas         |
| Grillini Racing Team                 | Kawasaki      | Kawasaki ZX-10RR  | 44            | Roberto Rolfo        | 13            |
| Grillini Racing Team                 | Kawasaki      | Kawasaki ZX-10RR  | 86            | Ayrton Badovini      | 1–12          |
| Team Kawasaki Go Eleven              | Kawasaki      | Kawasaki ZX-10RR  | 40            | Román Ramos          | Todas         |
| Guandalini Racing                    | Yamaha        | Yamaha YZF-R1     | 55            | Massimo Roccoli      | 9             |
| Guandalini Racing                    | Yamaha        | Yamaha YZF-R1     | 84            | Riccardo Russo       | 1–7           |
| Guandalini Racing                    | Yamaha        | Yamaha YZF-R1     | 96            | Jakub Smrž           | 8             |
| Guandalini Racing                    | Yamaha        | Yamaha YZF-R1     | 121           | Alessandro Andreozzi | 10–13         |
| VFT Racing                           | Ducati        | Ducati Panigale R | 61            | Fabio Menghi         | 7             |
| Team ASPI                            | BMW           | BMW S1000RR       | 94            | Matthieu Lussiana    | 11            |
| eighty one HPC-Power Suzuki Racing   | Suzuki        | Suzuki GSX-R1000  | 99            | Dominic Schmitter    | 12            |

| Leyenda             | Leyenda |
| ------------------- | ------- |
| Piloto Titular      |         |
| Piloto Invitado     |         |
| Piloto de reemplazo |         |

## Calendario
| Calendario 2017 | Calendario 2017 | Calendario 2017 | Calendario 2017                       | Calendario 2017  | Calendario 2017 | Calendario 2017      | Calendario 2017 | Calendario 2017          | Calendario 2017 |
| Ronda           | Ronda           | País            | Circuito                              | Fecha            | Superpole       | Vuelta Rápida        | Piloto Ganador  | Equipo Ganador           |                 |
| --------------- | --------------- | --------------- | ------------------------------------- | ---------------- | --------------- | -------------------- | --------------- | ------------------------ | --------------- |
| 1               | R1              | Australia       | Circuito de Phillip Island            | 25 de febrero    | Jonathan Rea    | Jonathan Rea         | Jonathan Rea    | Kawasaki Racing Team     |                 |
| 1               | R2              | Australia       | Circuito de Phillip Island            | 26 de febrero    | Jonathan Rea    | Marco Melandri       | Jonathan Rea    | Kawasaki Racing Team     |                 |
| 2               | R1              | Tailandia       | Chang International Circuit           | 11 de marzo      | Jonathan Rea    | Jonathan Rea         | Jonathan Rea    | Kawasaki Racing Team     |                 |
| 2               | R2              | Tailandia       | Chang International Circuit           | 12 de marzo      | Jonathan Rea    | Marco Melandri       | Jonathan Rea    | Kawasaki Racing Team     |                 |
| 3               | R1              | España          | Motorland Aragón                      | 1 de abril       | Chaz Davies     | Jonathan Rea         | Jonathan Rea    | Kawasaki Racing Team     |                 |
| 3               | R2              | España          | Motorland Aragón                      | 2 de abril       | Chaz Davies     | Chaz Davies          | Chaz Davies     | Aruba.it Racing – Ducati |                 |
| 4               | R1              | Países Bajos    | TT Circuit Assen                      | 29 de abril      | Jonathan Rea    | Jonathan Rea         | Jonathan Rea    | Kawasaki Racing Team     |                 |
| 4               | R2              | Países Bajos    | TT Circuit Assen                      | 30 de abril      | Jonathan Rea    | Jonathan Rea         | Jonathan Rea    | Kawasaki Racing Team     |                 |
| 5               | R1              | Italia          | Autodromo Enzo e Dino Ferrari         | 13 de mayo       | Chaz Davies     | Chaz Davies          | Chaz Davies     | Aruba.it Racing – Ducati |                 |
| 5               | R2              | Italia          | Autodromo Enzo e Dino Ferrari         | 14 de mayo       | Chaz Davies     | Chaz Davies          | Chaz Davies     | Aruba.it Racing – Ducati |                 |
| 6               | R1              | Reino Unido     | Donington Park                        | 27 de mayo       | Tom Sykes       | Jonathan Rea         | Tom Sykes       | Kawasaki Racing Team     |                 |
| 6               | R2              | Reino Unido     | Donington Park                        | 28 de mayo       | Tom Sykes       | Tom Sykes            | Jonathan Rea    | Kawasaki Racing Team     |                 |
| 7               | R1              | Italia          | Misano World Circuit Marco Simoncelli | 17 de junio      | Tom Sykes       | Michael van der Mark | Tom Sykes       | Kawasaki Racing Team     |                 |
| 7               | R2              | Italia          | Misano World Circuit Marco Simoncelli | 18 de junio      | Tom Sykes       | Jonathan Rea         | Marco Melandri  | Aruba.it Racing – Ducati |                 |
| 8               | R1              | Estados Unidos  | Mazda Raceway Laguna Seca             | 8 de julio       | Tom Sykes       | Jonathan Rea         | Chaz Davies     | Aruba.it Racing – Ducati |                 |
| 8               | R2              | Estados Unidos  | Mazda Raceway Laguna Seca             | 9 de julio       | Tom Sykes       | Jonathan Rea         | Jonathan Rea    | Kawasaki Racing Team     |                 |
| 9               | R1              | Alemania        | EuroSpeedway Lausitz                  | 19 de agosto     | Tom Sykes       | Tom Sykes            | Chaz Davies     | Aruba.it Racing – Ducati |                 |
| 9               | R2              | Alemania        | EuroSpeedway Lausitz                  | 20 de agosto     | Tom Sykes       | Chaz Davies          | Chaz Davies     | Aruba.it Racing – Ducati |                 |
| 10              | R1              | Portugal        | Autódromo Internacional do Algarve    | 16 de septiembre | Jonathan Rea    | Jonathan Rea         | Jonathan Rea    | Kawasaki Racing Team     |                 |
| 10              | R2              | Portugal        | Autódromo Internacional do Algarve    | 17 de septiembre | Jonathan Rea    | Jonathan Rea         | Jonathan Rea    | Kawasaki Racing Team     |                 |
| 11              | R1              | Francia         | Circuit de Nevers Magny-Cours         | 30 de septiembre | Jonathan Rea    | Marco Melandri       | Jonathan Rea    | Kawasaki Racing Team     |                 |
| 11              | R2              | Francia         | Circuit de Nevers Magny-Cours         | 1 de octubre     | Jonathan Rea    | Chaz Davies          | Chaz Davies     | Aruba.it Racing – Ducati |                 |
| 12              | R1              | España          | Circuito de Jerez                     | 21 de octubre    | Marco Melandri  | Marco Melandri       | Jonathan Rea    | Kawasaki Racing Team     |                 |
| 12              | R2              | España          | Circuito de Jerez                     | 22 de octubre    | Marco Melandri  | Jonathan Rea         | Jonathan Rea    | Kawasaki Racing Team     |                 |
| 13              | R1              | Catar           | Losail International Circuit          | 3 de noviembre   | Jonathan Rea    | Jonathan Rea         | Jonathan Rea    | Kawasaki Racing Team     |                 |
| 13              | R2              | Catar           | Losail International Circuit          | 4 de noviembre   | Jonathan Rea    | Jonathan Rea         | Jonathan Rea    | Kawasaki Racing Team     |                 |

## Estadísticas

### Clasificación de Pilotos
| Pos. | Piloto       | Moto      | PHI | PHI | CHA | CHA | ARA | ARA | ASS | ASS | IMO | IMO | DON | DON | MIS | MIS | LAG | LAG | LAU | LAU | POR | POR | MAG | MAG | JER | JER | LOS | LOS | Pts |
| Pos. | Piloto       | Moto      | R1  | R2  | R1  | R2  | R1  | R2  | R1  | R2  | R1  | R2  | R1  | R2  | R1  | R2  | R1  | R2  | R1  | R2  | R1  | R2  | R1  | R2  | R1  | R2  | R1  | R2  | Pts |
| ---- | ------------ | --------- | --- | --- | --- | --- | --- | --- | --- | --- | --- | --- | --- | --- | --- | --- | --- | --- | --- | --- | --- | --- | --- | --- | --- | --- | --- | --- | --- |
| 1    | Rea          | Kawasaki  | 1   | 1   | 1   | 1   | 1   | 2   | 1   | 1   | 2   | 2   | Ret | 1   | 3   | 2   | 2   | 1   | 2   | 2   | 1   | 1   | 1   | Ret | 1   | 1   | 1   | 1   | 556 |
| 2    | Davies       | Ducati    | 2   | 2   | 2   | 6   | Ret | 1   | Ret | 3   | 1   | 1   | 8   | 3   | Ret | DNS | 1   | 3   | 1   | 1   | 2   | Ret | 10  | 1   | 2   | 3   | 2   | 2   | 403 |
| 3    | Sykes        | Kawasaki  | 3   | 6   | 3   | 2   | 3   | 4   | 2   | 2   | 4   | 3   | 1   | 2   | 1   | 3   | 3   | 2   | 3   | 4   | DNS | DNS | 3   | 7   | 3   | 5   | 6   | Ret | 373 |
| 4    | Melandri     | Ducati    | Ret | 3   | 4   | 3   | 2   | 3   | 3   | Ret | 3   | 5   | 4   | Ret | 15  | 1   | 4   | 4   | 4   | 3   | 3   | 3   | 2   | 5   | Ret | 2   | 3   | 6   | 327 |
| 5    | Lowes        | Yamaha    | 4   | 4   | 6   | 4   | 4   | 13  | Ret | 5   | 8   | 6   | 3   | 5   | 2   | Ret | Ret | 9   | 6   | 5   | 18  | Ret | 5   | 2   | 4   | 4   | Ret | 3   | 242 |
| 6    | van der Mark | Yamaha    | 9   | 7   | 5   | Ret | 5   | 5   | Ret | 4   | 7   | 9   | 5   | 4   | Ret | 4   | 8   | 10  | 15  | 11  | 5   | 2   | 9   | 3   | 5   | 6   | Ret | 4   | 223 |
| 7    | Forés        | Ducati    | 6   | 5   | 11  | 8   | Ret | 6   | 4   | 13  | 5   | 4   | 10  | 7   | 5   | Ret | 5   | 5   | 8   | 10  | 9   | 13  | Ret | 4   | 9   | 7   | Ret | 5   | 196 |
| 8    | Camier       | MV Agusta | 5   | 8   | 8   | Ret | 11  | 10  | 10  | 6   | 6   | Ret | 6   | 6   | 11  | Ret | 6   | Ret | 5   | 6   | 4   | Ret | 4   | Ret | 12  | 12  | 9   | 9   | 168 |
| 9    | Torres       | BMW       | 7   | Ret | 7   | 5   | 6   | 7   | Ret | 7   | DNS | 8   | 9   | Ret | 4   | Ret | 7   | Ret | 9   | 8   | 6   | 5   | 14  | 8   | 13  | 10  | 7   | Ret | 158 |
| 10   | Laverty      | Aprilia   | 8   | 10  | Ret | 15  | 8   | 9   | 8   | 8   | NC  | 7   | 13  | Ret | 6   | 5   | Ret | 6   | 10  | Ret | 7   | 4   | 6   | 17  | 8   | Ret | 4   | 7   | 157 |
| 11   | Savadori     | Aprilia   | Ret | 9   | 13  | Ret |     |     | 5   | Ret | 12  | 13  | 12  | Ret | 9   | 6   | 10  | 8   | 7   | 7   | 8   | 6   | 11  | Ret | 7   | 18  | 5   | Ret | 124 |
| 12   | Ramos        | Kawasaki  | 13  | 14  | 15  | 9   | Ret | 11  | 7   | 11  | 9   | 11  | 11  | 8   | 8   | Ret | 12  | 12  | 14  | 14  | 10  | 15  | 12  | 9   | 10  | 11  | 10  | 10  | 118 |
| 13   | Mercado      | Aprilia   |     |     |     |     | 7   | 8   | 9   | 12  | Ret | 10  | 7   | Ret | Ret | 9   | 9   | 7   | 11  | 12  | Ret | 7   | 7   | 6   | 11  | 9   |     |     | 115 |
| 14   | Bradl        | Honda     | 15  | 15  | 10  | Ret | 9   | 12  | 6   | 10  | 10  | 14  | Ret | 11  | NC  | 10  | 11  | 11  | DNS | 13  | Ret | DNS |     |     |     |     |     |     | 67  |
| 15   | De Rosa      | BMW       |     |     |     |     |     |     | 13  | 17  | 14  | 16  | 15  | 10  | 10  | 7   | 13  | Ret | Ret | 15  | 11  | Ret | 13  | 10  | Ret | 13  | Ret | 11  | 53  |
| 16   | Krummenacher | Kawasaki  | 10  | 16  | 12  | Ret | 14  | 14  | 11  | 14  | 13  | 15  | 14  | Ret | 7   | 8   | 17  | 14  | 12  | Ret |     |     |     |     |     |     |     |     | 50  |
| 17   | Hayden       | Honda     | 11  | Ret | 9   | 7   | 10  | Ret | 14  | 9   | Ret | 12  |     |     |     |     |     |     |     |     |     |     |     |     |     |     |     |     | 40  |
| 18   | Guintoli     | Kawasaki  |     |     |     |     |     |     |     |     |     |     |     |     |     |     |     |     |     |     |     |     |     |     | 6   | 8   | 8   | 8   | 34  |
| 19   | de Angelis   | Kawasaki  | 14  | 11  | 16  | 11  | 15  | Ret | 12  | 15  | 11  | Ret | 17  | Ret | 12  | Ret | 14  | 13  |     |     |     |     |     |     |     |     |     |     | 32  |
| 20   | Reiterberger | BMW       | 12  | 13  | 14  | 10  | 12  | 16  |     |     |     |     |     |     |     |     |     |     | 13  | 9   |     |     |     |     |     |     |     |     | 29  |
| 21   | Badovini     | Kawasaki  | 17  | Ret | Ret | 14  | Ret | 17  | 15  | 16  | 15  | Ret | 16  | 14  | 13  | 11  | 16  | Ret | 16  | 18  | 12  | 9   | DNS | 15  | Ret | DNS |     |     | 26  |
| 22   | Ježek        | Kawasaki  | 18  | 17  | 18  | 13  | DNS | DNS | 16  | 18  | 16  | 17  | 18  | 13  | 14  | 12  | 19  | 17  | Ret | 16  | 16  | 11  | 16  | 18  | 15  | Ret | 14  | 14  | 22  |
| 23   | Haslam       | Kawasaki  |     |     |     |     |     |     |     |     |     |     | 2   | Ret |     |     |     |     |     |     |     |     |     |     |     |     |     |     | 20  |
| 24   | Gagne        | Honda     |     |     |     |     |     |     |     |     |     |     |     |     |     |     | 15  | 15  |     |     |     |     | Ret | 12  |     |     | 12  | 12  | 14  |
| 25   | Andreozzi    | Yamaha    |     |     |     |     |     |     |     |     |     |     |     |     |     |     |     |     |     |     | 17  | 12  | 17  | 13  | 14  | 14  | Ret | 13  | 14  |
| 26   | Giugliano    | Honda     |     |     |     |     |     |     |     |     |     |     |     |     |     |     |     |     | Ret | 17  |     |     | 8   | 11  | Ret | 17  | Ret | DNS | 13  |
| 27   | West         | Kawasaki  |     |     |     |     |     |     |     |     |     |     |     |     |     |     |     |     |     |     | 13  | 8   | 18  | 14  |     |     |     |     | 13  |
| 28   | Russo        | Yamaha    | 16  | Ret | 17  | 12  | 16  | Ret | Ret | Ret | Ret | Ret | Ret | 12  | Ret | DNS |     |     |     |     |     |     |     |     |     |     |     |     | 13  |
| 28   | Russo        | Kawasaki  |     |     |     |     |     |     |     |     |     |     |     |     |     |     |     |     | Ret | Ret | 14  | 14  | 15  | 16  | 17  | 16  |     |     | 13  |
| 29   | Takahashi    | Honda     |     |     |     |     |     |     |     |     |     |     |     |     |     |     |     |     |     |     | 15  | 10  |     |     | 16  | 15  |     |     | 8   |
| 30   | Dixon        | Kawasaki  |     |     |     |     |     |     |     |     |     |     | Ret | 9   |     |     |     |     |     |     |     |     |     |     |     |     |     |     | 7   |
| 31   | Guarnoni     | Kawasaki  |     |     |     |     |     |     |     |     |     |     |     |     |     |     |     |     |     |     |     |     |     |     |     |     | 11  | 16  | 5   |
| 32   | Brookes      | Yamaha    | Ret | 12  |     |     |     |     |     |     |     |     |     |     |     |     |     |     |     |     |     |     |     |     |     |     |     |     | 4   |
| 33   | Rolfo        | Kawasaki  |     |     |     |     |     |     |     |     |     |     |     |     |     |     |     |     |     |     |     |     |     |     |     |     | 13  | 15  | 4   |
| 34   | Simón        | Aprilia   |     |     |     |     | 13  | 15  |     |     |     |     |     |     |     |     |     |     |     |     |     |     |     |     |     |     |     |     | 4   |
|      | Smrž         | Yamaha    |     |     |     |     |     |     |     |     |     |     |     |     |     |     | 18  | 16  |     |     |     |     |     |     |     |     |     |     | 0   |
|      | Roccoli      | Yamaha    |     |     |     |     |     |     |     |     |     |     |     |     |     |     |     |     | Ret | 19  |     |     |     |     |     |     |     |     | 0   |
|      | Schmitter    | Suzuki    |     |     |     |     |     |     |     |     |     |     |     |     |     |     |     |     |     |     |     |     |     |     | Ret | Ret |     |     | 0   |
|      | Szkopek      | Yamaha    |     |     |     |     |     |     |     |     |     |     |     |     |     |     |     |     | Ret | Ret |     |     |     |     |     |     |     |     | 0   |
|      | Menghi       | Ducati    |     |     |     |     |     |     |     |     |     |     |     |     | Ret | Ret |     |     |     |     |     |     |     |     |     |     |     |     | 0   |
|      | Lussiana     | BMW       |     |     |     |     |     |     |     |     |     |     |     |     |     |     |     |     |     |     |     |     | DNS | DNS |     |     |     |     | 0   |
| Pos. | Piloto       | Moto      | PHI | PHI | CHA | CHA | ARA | ARA | ASS | ASS | IMO | IMO | DON | DON | MIS | MIS | LAG | LAG | LAU | LAU | POR | POR | MAG | MAG | JER | JER | LOS | LOS | Pts |

| Color     | Resultado                                                               |
| --------- | ----------------------------------------------------------------------- |
| Oro       | Ganador                                                                 |
| Plata     | 2.ª plaza                                                               |
| Bronce    | 3.ª plaza                                                               |
| Verde     | Finalizó en los puntos                                                  |
| Azul      | Finalizó sin puntos                                                     |
| Azul      | NC - No clasificado                                                     |
| Violeta   | Ret - No terminó (Carrera)                                              |
| Rojo      | DNQ - No se clasificó                                                   |
| Negro     | DSQ - Descalificado                                                     |
| Blanco    | DNS - No empezó (carrera)                                               |
| Blanco    | WD - Retirado (fin de semana)                                           |
| Blanco    | C - Carrera cancelada                                                   |
| Sin color | DNP - Inscrito pero no participó                                        |
| Sin color | INJ - Lesionado                                                         |
| Sin color | EX - Excluido                                                           |
| Estado    | Resultado                                                               |
| Negrita   | Pole position                                                           |
| Cursiva   | Vuelta rápida                                                           |
| †         | Abandona, pero clasifica al completar el porcentaje requerido para ello |

### Clasificación de constructores
| Pos. | Constructor | PHI | PHI | CHA | CHA | ARA | ARA | ASS | ASS | IMO | IMO | DON | DON | MIS | MIS | LAG | LAG | LAU | LAU | POR | POR | MAG | MAG | JER | JER | LOS | LOS | Pts |
| Pos. | Constructor | R1  | R2  | R1  | R2  | R1  | R2  | R1  | R2  | R1  | R2  | R1  | R2  | R1  | R2  | R1  | R2  | R1  | R2  | R1  | R2  | R1  | R2  | R1  | R2  | R1  | R2  | Pts |
| ---- | ----------- | --- | --- | --- | --- | --- | --- | --- | --- | --- | --- | --- | --- | --- | --- | --- | --- | --- | --- | --- | --- | --- | --- | --- | --- | --- | --- | --- |
| 1    | Kawasaki    | 1   | 1   | 1   | 1   | 1   | 2   | 1   | 1   | 2   | 2   | 1   | 1   | 1   | 2   | 2   | 1   | 2   | 2   | 1   | 1   | 1   | 7   | 1   | 1   | 1   | 1   | 599 |
| 2    | Ducati      | 2   | 2   | 2   | 3   | 2   | 1   | 3   | 3   | 1   | 1   | 4   | 3   | 5   | 1   | 1   | 3   | 1   | 1   | 2   | 3   | 2   | 1   | 2   | 2   | 2   | 2   | 520 |
| 3    | Yamaha      | 4   | 4   | 5   | 4   | 4   | 5   | Ret | 4   | 7   | 6   | 3   | 4   | 2   | 4   | 8   | 9   | 6   | 5   | 5   | 2   | 5   | 2   | 4   | 4   | Ret | 3   | 308 |
| 4    | Aprilia     | 8   | 9   | 13  | 15  | 7   | 8   | 5   | 8   | 12  | 7   | 7   | Ret | 6   | 5   | 9   | 6   | 7   | 7   | 7   | 4   | 6   | 6   | 7   | 9   | 4   | 7   | 213 |
| 5    | BMW         | 7   | 13  | 7   | 5   | 6   | 7   | 13  | 7   | 14  | 8   | 9   | 10  | 4   | 7   | 7   | Ret | 9   | 8   | 6   | 5   | 13  | 8   | 13  | 10  | 7   | 11  | 187 |
| 6    | MV Agusta   | 5   | 8   | 8   | Ret | 11  | 10  | 10  | 6   | 6   | Ret | 6   | 6   | 11  | Ret | 6   | Ret | 5   | 6   | 4   | Ret | 4   | Ret | 12  | 12  | 9   | 9   | 168 |
| 7    | Honda       | 11  | 15  | 9   | 7   | 9   | 12  | 6   | 9   | 10  | 12  | Ret | 11  | NC  | 10  | 11  | 11  | Ret | 13  | 15  | 10  | 8   | 11  | 16  | 15  | 12  | 12  | 113 |
|      | Suzuki      |     |     |     |     |     |     |     |     |     |     |     |     |     |     |     |     |     |     |     |     |     |     | Ret | Ret |     |     | 0   |
| Pos. | Constructor | PHI | PHI | CHA | CHA | ARA | ARA | ASS | ASS | IMO | IMO | DON | DON | MIS | MIS | LAG | LAG | LAU | LAU | POR | POR | MAG | MAG | JER | JER | LOS | LOS | Pts |